# Arasia eucalypti
Arasia eucalypti är en spindelart som beskrevs av Gardzinska 1996. Arasia eucalypti ingår i släktet Arasia och familjen hoppspindlar. Inga underarter finns listade i Catalogue of Life.